# Cicik és sárkányok
A Cicik és sárkányok (Titties and Dragons) a South Park című amerikai animációs sorozat 246. része (a 17. évad 9. epizódja). Elsőként 2013. december 4-én sugározták az Egyesült Államokban. Magyarországon 2014. február 25-én mutatta be a magyar Comedy Central. Az epizód a befejező része a háromrészes trilógiának, amely a "Fekete péntek" című epizóddal kezdődött. A cselekmény során a szerepjátékot játszó gyerekek továbbra is két táborra szakadva akarják eldönteni, hogy milyen játékkonzolt vegyenek, miközben Randy Marsh a biztonsági őrök parancsnokaként készül a vásárlók rohamára.

## Cselekmény
|  | Alább a cselekmény részletei következnek! |

Az epizód az előző részben már hallott, a "Trónok harca" főcímdalát fütykösökre átírt verziójával kezdődik. Ezután "Kenny hercegnő" japán animékre emlékeztető stílusban megakadályozza a Microsoft blokádját, hogy a PlayStation 4-et szállító hajók idejében célbajussanak. Stan és a PlayStation-ösök azt tervezik, hogy a Vörös Robin éttermen keresztül fognak bejutni a plázába, megkerülve a tömegeket. Ezalatt megérkezik Cartman és az Xboxosok, és közlik, hogy leteszik a fegyvert, és inkább csatlakoznak hozzájuk. Kyle elmondja, hogy ki lehet bérelni a Vörös Robint egy lagzira, és ha mind összedobják a pénzüket, akkor ez sikerülhet. Stan gyanakszik, de belemegy.
Cartman beszélgetésbe elegyedik Stannel "Andros kertjében", a kert tulajdonosa azonban rögtön közli Stannel, hogy el fogják őket árulni a Vörös Robin nászon, és hogy Kyle találta ki az egészet. Hogy Stan ne tudjon odaérni tájékoztatni erről a többieket, Cartman odaszékel az öreg kertjébe, és ráfogja, így Stant szobafogságra ítélik. Mikor ezt Kyle megtudja, próbál békét kötni Stannel, de ő nem hajlandó meghallgatni.
Ezalatt George R.R. Martin, akit a pláza megnyitójára hívtak, Butters és Scott Malkinson kíséretében South Parkba tart lóháton (azért, mert a lovaknak hatalmas "fütykösük" van). Át kellene vágnia egy szalagot a megnyitón, de ahelyett, hogy ezt megtenné, a saját fütyköséről kezd el beszélni. Eközben a Vörös Robinban a lagzi során (amelyről elhitették a személyzettel, hogy Tom Hanks és Beyoncé esküvője) Kyle váratlanul köpönyeget forgat és lefegyverzi Cartmant. Ekkor azonban megérkezik Bill Gates és a Sony vezérigazgatója is, majd végül Stan. Amikor Randy megtudja, hogy milyen "lagzi" zajlik, és hogy Stan is ott van, ő is odarohan. Stan elmondja a többieknek, hogy a két cég, a Microsoft és a Sony akarják, hogy háborúzzanak, mert a háború jót tesz a termékeladásoknak. Bill Gates és a Sony vezérigazgatója összeverekednek, életre halálra, ezalatt a dühöngő tömegnek elege lesz George R.R. Martin péniszekről szóló tirádáiból, levágják az övét, majd megrohamozzák az épületet. Óriási tömegjelenetek alakulnak ki, melynek során a való életből vett képsorokat is láthatunk.
Bill Gates brutálisan kivégzi a Sony vezérigazgatóját, majd diadalmasan közli, hogy az Xbox nyert. A gyerekek egykedvűen indulnak holttesteken és vértócsákon át a játékboltba, hogy mindannyian Xbox One-t vegyenek. Mindezek után azonban úgy tűnik, hogy a gyerekek inkább odakint játszanának, Cartman ugyanis rávilágít, hogy az elmúlt hetekben, amíg szerepjátékoztak, volt dráma, akció, romantika, és ezért nincs szükségük konzolokra. Majd felemel a levegőbe egy botot, amit a földön talált, azzal, hogy ezzel is játszhatnak - ezt követően elkezdődik a "South Park: The Stick of Truth" reklámja, mely során Butters közli, hogy "ha ezt beveszed, akkor egy nagy löttyedt fütyit kapsz a szádba".

## Fordítás
Ez a szócikk részben vagy egészben  a   Titties and Dragons című angol Wikipédia-szócikk ezen változatának fordításán alapul.  Az eredeti cikk szerkesztőit annak laptörténete sorolja fel. Ez a jelzés csupán a megfogalmazás eredetét és a szerzői jogokat jelzi, nem szolgál a cikkben szereplő információk forrásmegjelöléseként.